# Skrbovice (przystanek kolejowy)
Skrbovice – przystanek osobowy w Skrbovicach, w kraju morawsko-śląskim, w Czechach. Leży na linii kolejowej nr 313.